# Haimps
Haimps é uma comuna francesa na região administrativa da Nova Aquitânia, no departamento de Charente-Maritime. Estende-se por uma área de 18,47 km². Em 2010 a comuna tinha 466 habitantes (densidade: 25,2 hab./km²).